# Antonín Procházka (sochař)
Antonín Procházka (24. června 1849 Záběhlice – 26. září 1903 Královské Vinohrady) byl český sochař myslbekovské generace a restaurátor.

## Život
Narodil se v Záběhlicích, tehdy součásti okresu Karlín. Vystudoval sochařství na akademii v Praze. Se svou manželkou Albertinou Homolovou měl čtyři děti. Zemřel roku 1903 na srdeční vadu a byl pohřben na Olšanských hřbitovech.
Byl především figuralistou. Autorsky často (ne vždy) spolupracoval se svým přítelem Františkem Hergeselem mladším, se kterým sdílel společný ateliér v Praze na Vinohradech. Byl členem Umělecké besedy a Krasoumné jednoty.

## Dílo

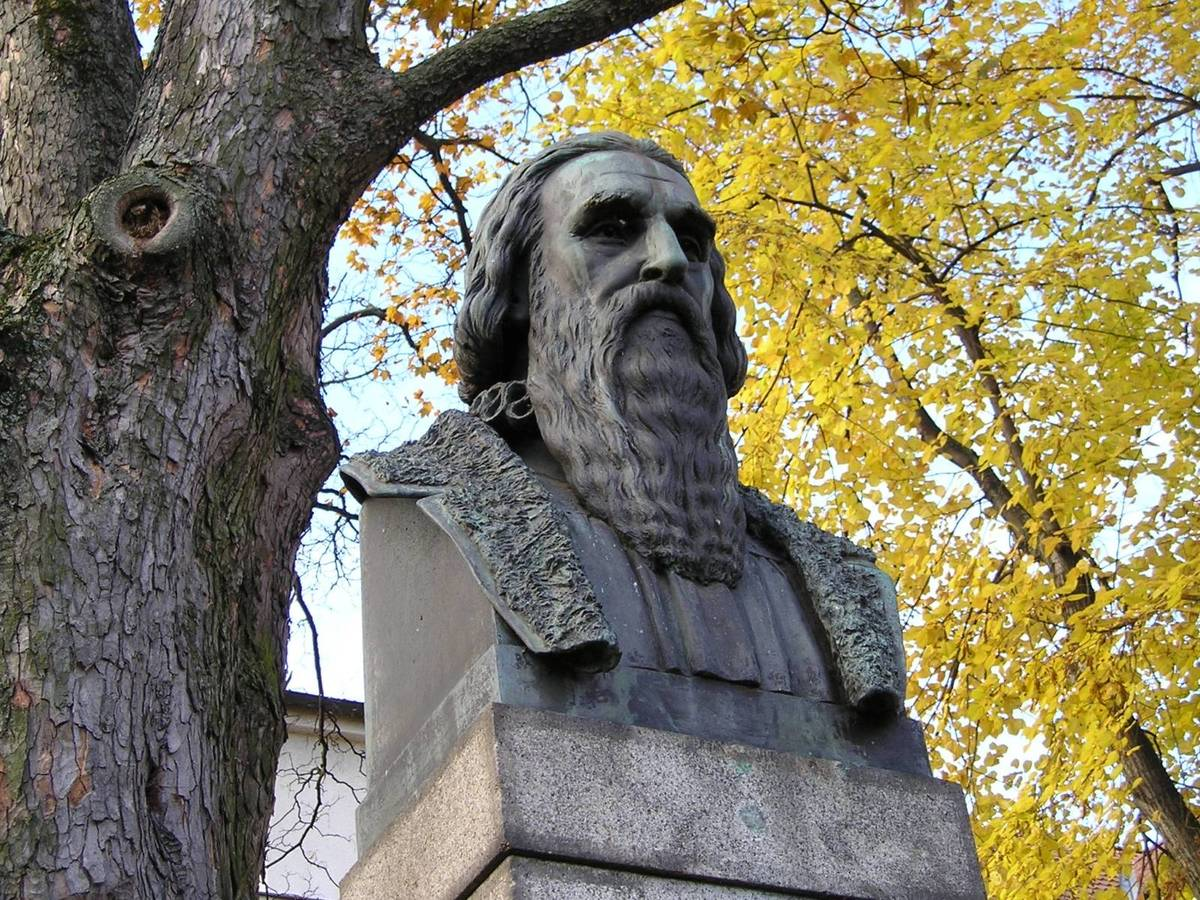
Busta na pomníku Daniela Adama z Veleslavína v Praze (1902)

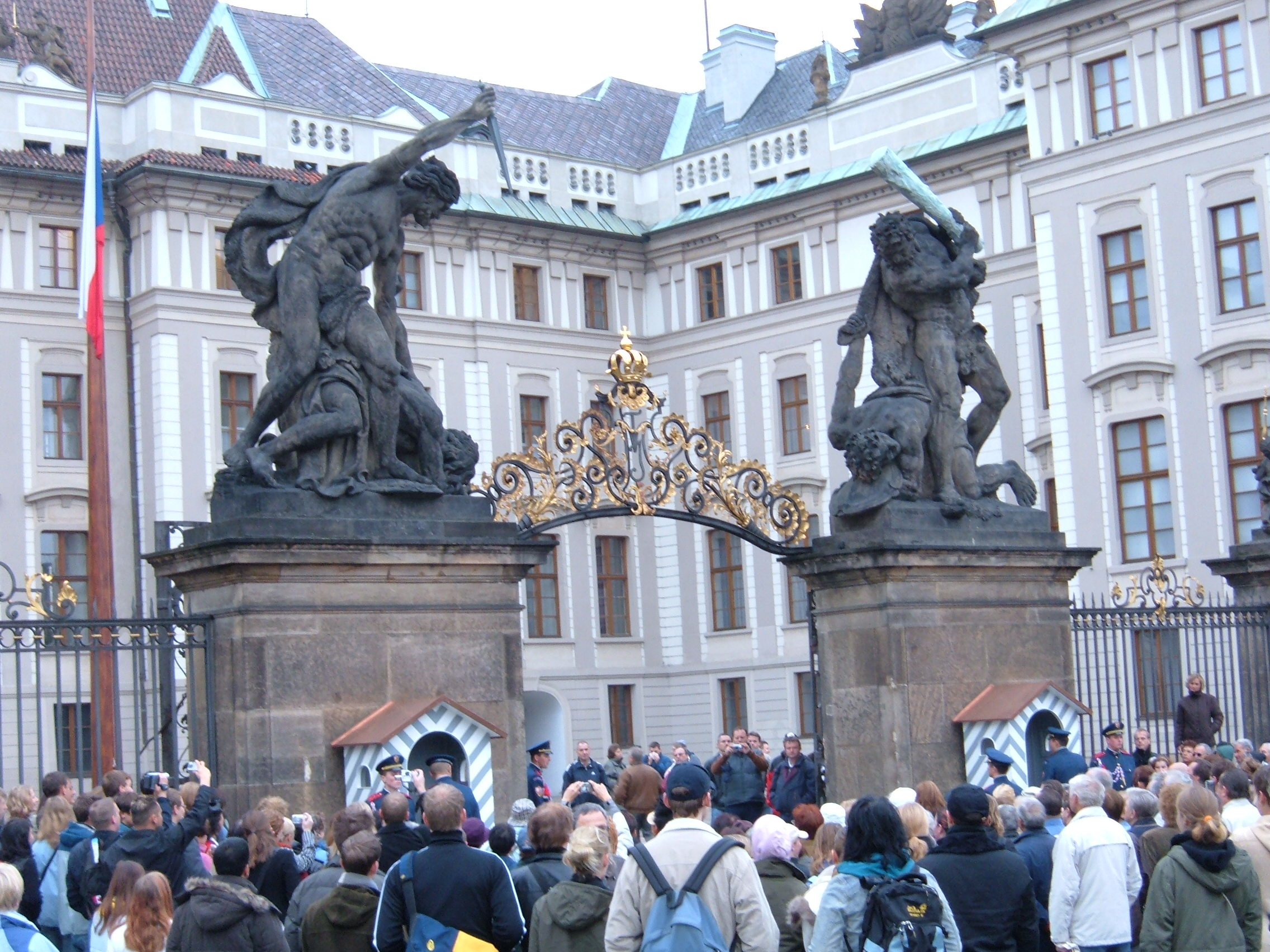
Souboj titánů Procházka vytvořil s Č. Vosmíkem volně dle originálu I. Platzera

Je především autorem monumentálních soch, pomníků, alegorických sousoší, ale také bust nebo figurálních reliéfů. Vyšel z akademismu a dopracoval se k realismu levicového smýšlení.

### Samostatné
- pískovcová výzdoba oltáře v kostele sv. Jiljí v Milevsku z roku 1883
- výzdoba několika novorenesančních budovː
- Trojice národních buditelů či spisovatelů k dekoraci průčelí školních budov
- Alegorie Pilnosti a ušlechtilosti na fasádě budovy Národního muzea (1890)
- pro Jubilejní zemskou výstavu 1891 vytvořil spolu s Františkem Hergeselem alegorické sousoší nad tympanonem hlavního portálu Průmyslového paláce, které zobrazovalo okřídleného Génia, ženskou postavu symbolizující Zemědělství a mužskou postavu symbolizující Průmysl.[4]
- Podílel se na výzdobě Městské spořitelny pražské v Rytířské ulici od arch. Antonína Wiehla a Osvalda Polívky. 536/I v Praze 1, Rytířská 2, 22, 29 (1892 - 1894)[5]
- poprsí Jana Husa do Pantheonu Národního muzea (1899), odstraněno 1937)
- poprsí Tomáše Štítného do panteonu Národního muzea
- socha sv. Vojtěcha pro kostel sv. Ludmily na Vinohradech

### Společně s Františkem Hergeselem
- pomník Václava Beneše Třebízského v Třebízi (1892), získali 2. cenu v soutěži na pomník bratranců Veverkových;
- Hákování (Chléb náš vezdejší), nejúspěšnější sousoší s pracovní tematikou, oceněno roku 1900 na Světové výstavě v Paříži (dnes ve sbírce Národní galerie v Praze).

### Restaurátorské práce
Jako restaurátor – kopista barokních kamenných soch- vytvořil například s Čeňkem Vosmíkem kopii Platzerova Souboj gigantů pro vstupní bránu Pražského hradu.